# 特搜9
《特搜9》，為2018年4月11日起於日本朝日電視網「週三晚間九點」時段播出的刑事電視劇系列。主演為井之原快彥。此劇為2006年至2017年播放同台電視劇『警視廳搜查一課9係』系列的續篇，延續同樣背景設定，改隸屬於「特別搜查班」。
以下「S」代表season，「SP」代表特別篇。

## 登場人物

### 警視廳搜查一課特別搜查班
淺輪直樹：井之原快彥（V6／20th Century）
階級：巡查部長（S1）→ 警部補（S2 - S7）→ 警部（S8 - ）
隸屬：警視廳新宿中央警察署刑事課 → 警視廳搜查一課9係 → 警視廳澀谷中央警察署刑事課主任（S1第1集）→ 警視廳搜查一課特別搜查班主任（S1第1集 - S7最終話）→ 警視廳搜查一課特別搜查班班長（S8第1集 - ）
小宮山志保：羽田美智子
階級：警部補
隸屬：警視廳南青山警察署 → 警視廳搜查一課9係 → 警視廳搜查一課9係主任 → 警視廳二子玉川警察署生活安全課係長（S1第1集）→ 警視廳搜查一課特別搜查班（S1第1集 - ）
青柳靖：吹越滿
階級：警部補
隸屬：警視廳搜查一課9係 → 警視廳搜查一課9係主任 → 警視廳搜查一課9係 → 警視廳資材課 → 離職（S1第1集）→ 警視廳搜查一課特別搜查班（S1第1集 - S7）→ 警視廳搜查一課特別搜查班主任（S8第1集 - ）
矢澤英明：田口浩正
階級：巡查部長
隸屬：警視廳搜查一課9係 → 警視廳杉並南警察署總務課主任（S1第1集）→ 警視廳搜查一課特別搜查班（S1第1集 - ）
高尾由真：深川麻衣（S5 - ）
階級：巡查
隸屬：警視廳品川東署刑事課刑事課（S5第1集 - 第2集）→ 警視廳搜查一課特別搜查班（S5第3集 - ）

### 警視廳搜查支援分析中心（SSBC）
村瀬健吾：津田寬治（少年時期：柏原梓〈S4第3集〉）
階級：警部補
隸屬：警視廳搜查一課9係主任 → 警視廳搜查一課14係長 → 警視廳搜查一課9係 → 警視廳東中野警察署刑事課係長（S1第1集）→ 警視廳搜查一課特別搜查班（S1第1集 - S4最終話） → 警視廳搜查支援分析中心副所長（S5第1集 -）
三矢翔平：向井康二（Snow Man）（S5 -）

隸屬：警視廳搜查支援分析中心（S5第1集 -）
分析官。

### 已離開特搜班成員
宗方朔太郎：寺尾聰（S1 - S2）
階級：警部
隸屬：神樂坂警察署→警察廳長官官房人事課監察官補（S3第1集）→ 離職 → 警視廳搜查一課特別搜查班班長（S1 - S2）→ 離職（S2最終話）
國木田誠二：中村梅雀（S3 - S7）
階級：警部
隸屬：警視廳搜查一課6係係長 → 警視廳總務部廣報課主查（S3第1集）→ 警視廳搜查一課特別搜查班班長（S3第2集 - S7第3集）→ 警視廳音樂隊（S7第3集・最終話）
新藤亮：山田裕貴（S1 - S7）
階級：巡査
隸屬：警視廳新宿中央警察署刑事課（S1第1集）→ 警視廳搜查一課特別搜查班（S1第2集 - S5第3集）→ 反省（S5第4集 - 最終話）→ 警視廳搜查一課特別搜查班（S5最終話）→ 警察廳科學警察研究所（S6）→ 警視聽搜查一課特別搜查班（S7）→ 警察廳警備局警備企劃課（S7最終話）

### 特搜班有關人物
淺輪倫子：中越典子
西點師。舊9係解散後，與直樹結婚。加納倫太郎的女兒。
垣内妙子：遠藤久美子（S1第1集 / SP / S2第9集 / S4第6集 / S6第5集 / S8第1集・第2集・第5集・第8集）
夜總會歌手。與青柳是戀人關係，現在同居中。
矢澤早苗：畑野浩子（S1第6集 / SP）
漫畫家。矢澤的妻子。
櫻庭琴美：庄野凛（S1 - SP / S2最終話）
與宗方住在一起的女孩。5年前的事件，當時被母親・良美和父親・忠司聯手塞進衣櫃裡而逃過一劫。後來被因擔心而趕來的宗方發現並接走扶養。
櫻庭忠司：吉田悟郎（S1第1集・第6集・最終話）
琴美的父親。警視廳練馬東警察署刑事課的刑警，階級巡査部長。5年前，被懷疑捏造證據，而被命令在家反省，然而被暴力團「龍丸會」的成員闖入家中滅口。
櫻庭良美：末永百合恵（S1第1集・第6集・最終話）
琴美的母親。與忠司一同被暴力團「龍丸會」的成員滅口。
宮原礼二：金兒憲史（S2第6集）
倫子工作的蛋糕店的小老闆。在育幼院的甜點教室當志工，並偶遇淺輪。不知道淺輪與倫子結婚了。
村瀬惠：山崎千聖（S4第3集）
村瀨已過世的妹妹。

### 警視廳
柴崎直道：清水章吾（S1）
階級：警視監
刑事部長。1年前聽從高森的指示解散9係。1年後因高森之妻被殺害，再次和以9係成員為主重新組成的特搜班對立。
峰島真也：福井博章（S2）
警視廳搜查一課14係主任。
佐久間朗：宮近海斗（小傑尼斯（S1 - S4）／Travis Japan）（S1 - S4 / S6第7集 / S7第8集 / S8第9集）
鑑識員。S5期間於海外進修。
豬狩哲治：伊東四朗
鑑識員。
神田川宗次朗：里見浩太朗
階級：警視總監
加納倫太郎：渡瀨恒彥（S4第3集〈回想〉）
隸屬：警視廳搜查一課9係係長 → 内閣恐怖主義對策室長 → ICTC恐怖主義對策中心
淺輪・小宮山・村瀬・青柳・矢澤的前上司，淺輪倫子的父親。
因飾演此角色的渡瀬恒彥已逝世，只有名字或回想時才會出現。

### 警察廳
神宮司桃子：名取裕子（SP）
階級：警視長 → 警視監
隸屬：警察廳刑事局參事官 → 警察廳長官官房審議官
三原達朗：飯田基祐（S2 / S3第1集）
階級：警視監
隸屬：警察廳長官官房人事課長 → 警視廳刑事部長（S2）→ 警察廳刑事局廣域搜查主審議官（S3第1集）

### 關東監察醫務院
早瀬川真澄：原沙知繪
法醫。
廣岡巧：新貝文規（S1 - S4）
助手。

### 法院相關人物
渡邊理人：佐野史郎（S3最終話 / S4第1集）
東京地方法院次席檢事。
根本正行：目黑祐樹（S4第1集・最終話）
東京地方法院檢事正。

### 其他人物
高森徹也：中原丈雄（S1第1集・最終話）
隸屬：警察廳警備局公安課長 → 警察廳長官官房首席監察官 → 衆議院議員 → 法務大臣
足代新市：石倉三郎（S2第1集・最終話〈回想〉）
高層大樓爆炸事件時，偽裝成被爆炸波及的受害者。真實身分是在SNS募集志願自殺者，並策畫爆炸事件的犯人。
13年前，在家中通報妻子慘遭殺害，但被警察以殺害嫌疑逮捕。律師・森田哲也（飾：野間口徹）不相信他的說詞沒有認真辯護，最後足代被判決有罪需長年待在監獄。
把陷害他的森田殺害，並偽裝成事故。綁架監禁注意到此事並追跡來到山中小屋的淺輪。
八木敬司：澀谷謙人（S4第1集・最終話）
在餐廳打工。1992年出生於神奈川縣。雙親早早離異，一起住的母親・直子也在自己20歲時逝世。
川端賢治：北代高士（S5第1集・第3集・最終話）
神秘的酒館店長。脖子上有蛇的刺青。
三島：矢野聖人（S5第1集 - 第3集・最終話）
神秘的酒館店員。新藤的兒時好友，稱呼新藤「布丁」。

## 工作人員
- 編劇：深澤正樹、岡崎由紀子、真部千晶、瀧川晃代、徳永富彦、吉原れい、岩瀬晶子、青山勝、山本南伊、林誠人、下亞友美、稻葉一廣、丸茂周、山岡潤平、丸山真哉、森山あけみ、たかひろや、金丸哲也、三上幸四郎、細川光信、西駿人、川﨑龍太、木下半太、光益義幸、千阪拓也
- 配樂：吉川清之
- 導演：杉村六郎、新村良二、長谷川康、吉田啓一郎、田村孝藏、細川光信、鈴木浩介、豐島圭介、田村直己、兼崎涼介、上堀内佳壽也、中澤祥次郎、內片輝、濱龍也、小島朋也、宗野賢一
- 總製片：大川武宏（朝日電視台）
- 製作人：神田 Emi 亞希子（朝日電視台）、金丸哲也（東映 / S1 - S4）、小高史織（東映 / S1）、森田大兒（東映 / SP - ）、丸山真哉（東映 / S3 - ）、土井健生（東映 / S5 - ）
- 製作：朝日電視台、東映

## 播出日期

### season1
- 2018年4月11日 - 6月13日，全10集。
- 節目標語。
- 第8集因轉播足球賽事 KIRIN CHALLENGE CUP「 日本× 」，延後30分鐘播出。
- 第1集・第9集・最終話，加長10分鐘（21:00 - 22:09）。

| 各集                                                     | 播出日期 | 副標題 | 標題 | 編劇            | 導演       | 收視率 |
| -------------------------------------------------------- | -------- | ------ | ---- | --------------- | ---------- | ------ |
| 1                                                        | 4月11日  |        |      | 深沢正樹        | 杉村六郎   | 16.0%  |
| 2                                                        | 4月18日  |        |      | 深沢正樹        | 吉田啓一郎 | 15.4%  |
| 3                                                        | 4月25日  |        |      | 真部千晶        | 吉田啓一郎 | 14.5%  |
| 4                                                        | 5月02日  |        |      | 岡崎由紀子      | 田村孝蔵   | 13.8%  |
| 5                                                        | 5月09日  |        |      | 瀧川晃代        | 新村良二   | 14.3%  |
| 6                                                        | 5月16日  |        |      | 吉原れい        | 新村良二   | 13.2%  |
| 7                                                        | 5月23日  |        |      | 青山勝 山本南伊 | 長谷川康   | 13.0%  |
| 8                                                        | 5月30日  |        |      | 岩瀬晶子        | 長谷川康   | 11.1%  |
| 9                                                        | 6月06日  |        |      | 徳永富彦        | 細川光信   | 14.5%  |
| 10                                                       | 6月13日  |        |      | 深沢正樹        | 杉村六郎   | 14.0%  |
| 平均收視率 14.0%（收視率由Video Research於關東地區統計） |          |        |      |                 |            |        |

### 特別篇
- 於『日曜PRIME』（21:00 - 23:05）時段播出。

| 2019年4月07日                            |  |  | 深沢正樹 | 鈴木浩介 | 13.0% |
| （收視率由Video Research於關東地區統計） |  |  |          |          |       |

### season2
- 2019年4月10日 - 6月26日，全11集。
- 節目標語。
- 5月22日因播放『白色巨塔』第一夜，暫停播放一次。
- 第1集・最終話，加長15分鐘（21:00 - 22:09）

| 各集                                                     | 播出日期 | 副標題 | 標題 | 編劇       | 導演     | 收視率 |
| -------------------------------------------------------- | -------- | ------ | ---- | ---------- | -------- | ------ |
| 1                                                        | 4月10日  |        |      | 徳永富彦   | 鈴木浩介 | 15.2%  |
| 2                                                        | 4月17日  |        |      | 岡崎由紀子 | 新村良二 | 12.3%  |
| 3                                                        | 4月24日  |        |      | 林誠人     | 新村良二 | 11.6%  |
| 4                                                        | 5月01日  |        |      | 岡崎由紀子 | 田村孝蔵 | 13.1%  |
| 5                                                        | 5月08日  |        |      | 真部千晶   | 豊島圭介 | 12.7%  |
| 6                                                        | 5月15日  |        |      | 瀧川晃代   | 鈴木浩介 | 12.7%  |
| 7                                                        | 5月29日  |        |      | 林誠人     | 田村直己 | 11.6%  |
| 8                                                        | 6月05日  |        |      | 下亜友美   | 田村直己 | 12.2%  |
| 9                                                        | 6月12日  |        |      | 稲葉一広   | 細川光信 | 14.3%  |
| 10                                                       | 6月19日  |        |      | 丸茂周     | 鈴木浩介 | 12.7%  |
| 11                                                       | 6月26日  |        |      | 徳永富彦   | 鈴木浩介 | 13.8%  |
| 平均收視率 13.0%（收視率由Video Research於關東地區統計） |          |        |      |            |          |        |

### season3
- 2020年4月8日 - 7月22日，全10集。
- 節目標語。
- 第1集・最終話，加長15分鐘（21:00 - 22:09）
- 因COVID-19疫情擴大導致拍攝延期，5月6日至6月10日期間中斷播出，改播出『警視廳搜查一課9係』和『特搜9』「傑作選」[6]

| 各集                                                     | 播出日期 | 副標題 | 標題 | 編劇       | 導演         | 收視率 |
| -------------------------------------------------------- | -------- | ------ | ---- | ---------- | ------------ | ------ |
| 1                                                        | 4月08日  |        |      | 徳永富彦   | 田村直己     | 14.2%  |
| 2                                                        | 4月15日  |        |      | 稲葉一広   | 田村直己     | 13.9%  |
| 3                                                        | 4月22日  |        |      | 瀧川晃代   | 兼﨑涼介     | 13.9%  |
| 4                                                        | 4月29日  |        |      | 山岡潤平   | 兼﨑涼介     | 13.9%  |
| 5                                                        | 6月17日  |        |      | 丸山真哉   | 上堀内佳寿也 | 15.0%  |
| 6                                                        | 6月24日  |        |      | 岡崎由紀子 | 田村孝蔵     | 13.8%  |
| 7                                                        | 7月01日  |        |      | 森山あけみ | 上堀内佳寿也 | 13.5%  |
| 8                                                        | 7月08日  |        |      | たかひろや | 細川光信     | 13.2%  |
| 9                                                        | 7月15日  |        |      | 徳永富彦   | 細川光信     | 12.7%  |
| 10                                                       | 7月22日  |        |      | 徳永富彦   | 田村孝蔵     | 15.2%  |
| 平均收視率 13.9%（收視率由Video Research於關東地區統計） |          |        |      |            |              |        |

### season4
- 2021年4月7日 - 6月30日，全13集。
- 第1集・最終話，加長10分鐘（21:00 - 22:04）
- 最終話插入警視廳搜查一課9係season1的主題曲 - V6

| 各集                                                     | 播出日期 | 標題 | 編劇              | 導演         | 收視率 |
| -------------------------------------------------------- | -------- | ---- | ----------------- | ------------ | ------ |
| 1                                                        | 4月07日  |      | 徳永富彦          | 細川光信     | 13.2%  |
| 2                                                        | 4月14日  |      | 瀧川晃代          | 細川光信     | 13.7%  |
| 3                                                        | 4月21日  |      | 徳永富彦 金丸哲也 | 田村孝蔵     | 11.9%  |
| 4                                                        | 4月28日  |      | 岡崎由紀子        | 田村孝蔵     | 14.2%  |
| 5                                                        | 5月05日  |      | 岡崎由紀子        | 上堀内佳寿也 | 12.9%  |
| 6                                                        | 5月12日  |      | 山岡潤平          | 上堀内佳寿也 | 13.2%  |
| 7                                                        | 5月19日  |      | 稲葉一広          | 豊島圭介     | 13.9%  |
| 8                                                        | 5月26日  |      | 瀧川晃代          | 豊島圭介     | 13.0%  |
| 9                                                        | 6月02日  |      | 三上幸四郎        | 田村孝蔵     | 13.2%  |
| 10                                                       | 6月09日  |      | たかひろや        | 田村孝蔵     | 12.4%  |
| 11                                                       | 6月16日  |      | 山岡潤平          | 鈴木浩介     | 12.5%  |
| 12                                                       | 6月23日  |      | 丸山真哉 細川光信 | 細川光信     | 12.9%  |
| 13                                                       | 6月30日  |      | 徳永富彦          | 細川光信     | 13.9%  |
| 平均收視率 13.1%（收視率由Video Research於關東地區統計） |          |      |                   |              |        |

### season5
- 2022年4月6日 - 6月22日，全12集。
- 第1集・最終話加長10分鐘（21:00 - 22:04）。

| 各集                                                     | 播出日期 | 標題 | 編劇       | 導演         | 收視率 |
| -------------------------------------------------------- | -------- | ---- | ---------- | ------------ | ------ |
| 1                                                        | 4月06日  |      | 徳永富彦   | 細川光信     | 12.4%  |
| 2                                                        | 4月13日  |      | 山岡潤平   | 細川光信     | 10.9%  |
| 3                                                        | 4月20日  |      | 下亜友美   | 上堀内佳寿也 | 11.0%  |
| 4                                                        | 4月27日  |      | 瀧川晃代   | 上堀内佳寿也 | 10.9%  |
| 5                                                        | 5月04日  |      | たかひろや | 田村孝蔵     | 09.3%  |
| 6                                                        | 5月11日  |      | たかひろや | 田村孝蔵     | 11.4%  |
| 7                                                        | 5月18日  |      | 岡崎由紀子 | 細川光信     | 09.3%  |
| 8                                                        | 5月25日  |      | 西駿人     | 中澤祥次郎   | 11.0%  |
| 9                                                        | 6月01日  |      | 西駿人     | 田村孝蔵     | 10.3%  |
| 10                                                       | 6月08日  |      | 瀧川晃代   | 田村孝蔵     | 10.9%  |
| 11                                                       | 6月15日  |      | たかひろや | 細川光信     | 10.7%  |
| 12                                                       | 6月22日  |      | 徳永富彦   | 細川光信     | 10.2%  |
| 平均收視率 10.7%（收視率由Video Research於關東地區統計） |          |      |            |              |        |

### season6
- 2023年4月5日 - 5月31日，全9集。
- 第1集加長6分鐘（21:00 - 22:00）。

| 各集                                                    | 播出日期 | 標題 | 編劇       | 導演         | 收視率 |
| ------------------------------------------------------- | -------- | ---- | ---------- | ------------ | ------ |
| 1                                                       | 4月05日  |      | 山岡潤平   | 内片輝       | 09.4%  |
| 2                                                       | 4月12日  |      | 山岡潤平   | 内片輝       | 08.8%  |
| 3                                                       | 4月19日  |      | 瀧川晃代   | 細川光信     | 10.6%  |
| 4                                                       | 4月26日  |      | たかひろや | 細川光信     | 10.5%  |
| 5                                                       | 5月03日  |      | 川﨑龍太   | 濱龍也       | 10.0%  |
| 6                                                       | 5月10日  |      | 西駿人     | 濱龍也       | 09.6%  |
| 7                                                       | 5月17日  |      | 瀧川晃代   | 田村孝蔵     | 09.6%  |
| 8                                                       | 5月24日  |      | 徳永富彦   | 田村孝蔵     | 10.0%  |
| 9                                                       | 5月31日  |      | 山岡潤平   | 上堀内佳寿也 | 10.4%  |
| 平均收視率 9.9%（收視率由Video Research於關東地區統計） |          |      |            |              |        |

### season7
- 2024年4月3日 - 6月5日，全10集。
- 第1集加長6分鐘（21:00 - 22:00）。

| 各集                                                    | 播出日期 | 標題 | 編劇       | 導演     | 收視率 |
| ------------------------------------------------------- | -------- | ---- | ---------- | -------- | ------ |
| 1                                                       | 4月03日  |      | 徳永富彦   | 豊島圭介 | 9.3%   |
| 2                                                       | 4月10日  |      | 瀧川晃代   | 豊島圭介 | 7.8%   |
| 3                                                       | 4月17日  |      | たかひろや | 濱龍也   | 9.3%   |
| 4                                                       | 4月24日  |      | 川﨑龍太   | 濱龍也   | 8.6%   |
| 5                                                       | 5月01日  |      | 山岡潤平   | 細川光信 | 8.4%   |
| 6                                                       | 5月08日  |      | 川﨑龍太   | 細川光信 | 9.0%   |
| 7                                                       | 5月15日  |      | 木下半太   | 田村孝蔵 | 9.0%   |
| 8                                                       | 5月22日  |      | 瀧川晃代   | 田村孝蔵 | 8.9%   |
| 9                                                       | 5月29日  |      | 徳永富彦   | 細川光信 | 8.3%   |
| 10                                                      | 6月05日  |      | 徳永富彦   | 細川光信 | 8.1%   |
| 平均收視率 8.7%（收視率由Video Research於關東地區統計） |          |      |            |          |        |

### final season
- 2025年4月9日 - 6月11日，全10集。
- 第1集加長6分鐘（21:00 - 22:00）。

| 各集                                                    | 播出日期 | 標題 | 編劇              | 導演     | 收視率 |
| ------------------------------------------------------- | -------- | ---- | ----------------- | -------- | ------ |
| 1                                                       | 4月09日  |      | 徳永富彦          | 細川光信 | 9.1%   |
| 2                                                       | 4月16日  |      | 川﨑龍太          | 細川光信 | 8.7%   |
| 3                                                       | 4月23日  |      | 光益義幸          | 兼﨑涼介 | 8.1%   |
| 4                                                       | 4月30日  |      | 千阪拓也          | 兼﨑涼介 | 7.8%   |
| 5                                                       | 5月07日  |      | 山岡潤平          | 小島朋也 | 8.7%   |
| 6                                                       | 5月14日  |      | 瀧川晃代          | 宗野賢一 | 8.3%   |
| 7                                                       | 5月21日  |      | たかひろや        | 田村孝蔵 | 7.1%   |
| 8                                                       | 5月28日  |      | 川﨑龍太          | 細川光信 | 7.8%   |
| 9                                                       | 6月04日  |      | 瀧川晃代          | 田村孝蔵 | 7.2%   |
| 10                                                      | 6月11日  |      | 川﨑龍太 徳永富彦 | 細川光信 | 7.8%   |
| 平均收視率 8.1%（收視率由Video Research於關東地區統計） |          |      |                   |          |        |

## 外部連結
- 朝日電視台
  - season1 （页面存档备份，存于）
  - 特別篇 （页面存档备份，存于）
  - season2 （页面存档备份，存于）
  - season3 （页面存档备份，存于）
  - season4 （页面存档备份，存于）
  - season5 （页面存档备份，存于）
  - season6 （页面存档备份，存于）
  - season7 （页面存档备份，存于）
  - final season

- 東映
  - season1 （页面存档备份，存于）
  - 特別篇 （页面存档备份，存于）
  - season2 （页面存档备份，存于）
  - season3 （页面存档备份，存于）
  - season4 （页面存档备份，存于）
  - season5 （页面存档备份，存于）
  - season6 （页面存档备份，存于）
  - season7 （页面存档备份，存于）
  - final season

- SNS
  - 【官方】特捜9的X（前Twitter）
  - 【官方】特捜9的Instagram帳戶

| 日本 朝日電視台 週三晚間九點刑事連續劇     | 日本 朝日電視台 週三晚間九點刑事連續劇         | 日本 朝日電視台 週三晚間九點刑事連續劇           |
| ------------------------------------------ | ---------------------------------------------- | ------------------------------------------------ |
|                                            | 特搜9 （2018年4月11日 - 6月13日）              |                                                  |
| 相棒 16 （2017年10月18日 - 2018年3月14日） | 刑事7人（SEASON4） （2018年7月11日 - 9月12日） |                                                  |
| 相棒 17 （2018年10月17日 - 2019年3月20日） | 特搜9 season2 （2019年4月10日 - 6月26日）      | 刑事7人（SEASON5） （2019年7月10日 - 9月18日）   |
| 相棒 18 （2019年10月9日 - 2020年3月18日）  | 特搜9 season3 （2020年4月8日 - 7月22日）       | 刑事7人（SEASON6） （2020年8月5日 - 9月30日）    |
| 相棒 19 （2020年10月14日 - 2021年3月17日） | 特搜9 season4 （2021年4月7日 - 6月30日）       | 刑事7人（SEASON7） （2021年7月7日 - 9月15日）    |
| 相棒 20 （2021年10月13日 - 2022年3月23日） | 特搜9 season5 （2022年4月6日 - 6月22日）       | 刑事7人（SEASON8） （2022年7月13日 - 9月14日）   |
| 相棒 21 （2022年10月12日 - 2023年3月15日） | 特搜9 season6 （2023年4月5日 - 5月31日）       | 刑事7人（SEASON9） （2023年6月7日 - 8月9日）     |
| 相棒 22 （2023年10月18日 - 2024年3月13日） | 特搜9 season7 （2024年4月3日 - 6月5日）        | 科搜研之女 season24 （2024年7月3日 - 9月11日）   |
| 相棒 23 （2024年10月16日 - 2025年3月12日） | 特搜9 final season （2025年4月9日 - 6月11日）  | 大追跡〜警視廳SSBC強行犯係〜 （2025年7月9日 - ） |